# Copris furciceps
Copris furciceps là một loài bọ cánh cứng trong họ Bọ hung (Scarabaeidae).